# Hilbrand Hartlief
Hilbrand Hartlief (* 11. September 1948 in Apeldoorn; † 5. März 2006 in Pieterburen) war ein niederländischer Volleyballspieler und Sportreporter.
Hartlief feierte seine größten Triumphe in den 1970er-Jahren, als er im Kader des Ehrendivisionärs Lycurgus Groningen spielte. Insgesamt bestritt er in seiner Karriere 38 Spiele für die niederländische Nationalmannschaft.
Nach seiner aktiven Sportlaufbahn war Hartlief als Trainer verschiedener Volleyballteams auf Bezirksniveau tätig. Nebenher arbeitete er als freiberuflicher Reporter für den niederländischen Regionalsender RTV Noord, wo er die verschiedensten Sportarten betreute.
Am Morgen des 5. März 2006 kam er mit seinem Wagen bei der Ortschaft Pieterburen auf schneebedeckter Fahrbahn von der Straße ab und überschlug sich in einem angrenzenden Kanal. Hartlief blieb unter Wasser eingeklemmt und ertrank.
| Personendaten    | Personendaten                                        |
| ---------------- | ---------------------------------------------------- |
| NAME             | Hartlief, Hilbrand                                   |
| KURZBESCHREIBUNG | niederländischer Volleyballspieler und Sportreporter |
| GEBURTSDATUM     | 11. September 1948                                   |
| GEBURTSORT       | Apeldoorn                                            |
| STERBEDATUM      | 5. März 2006                                         |
| STERBEORT        | Pieterburen                                          |